# NGC 1393
NGC 1393 (również PGC 13425) – galaktyka soczewkowata (SB0), znajdująca się w gwiazdozbiorze Erydanu. Odkrył ją William Herschel 6 października 1785 roku.